# Ö3 Austria Top 40
Ö3 Austria Top 40 este clasamentul oficial în Austria. Clasamentul este dedicat fie pentru discuri single, fie pentru albume muzicale, și are 75 poziții.

## Legături externe
- de Ö3 Austria Top40 la oe3.orf.at